# Estonske eurokovanice
Estonske eurokovanice imaju isti dizajn za svih osam kovanica od 1 centa do 2 eura. Ovo je dizajn Lembita Lõhmusa i sadrži siluetu karte Estonije zajedno s riječju »Eesti« (hrv. Estonija) i dvanaest zvijezda, simbola Europske unije, koje okružuju kartu. Ovo je bio pobjednički dizajn u javnom glasovanju od deset prijedloga objavljenom u prosincu 2004.
Estonske eurokovanice ušle su u optjecaj 1. siječnja 2011. Estonija je jedna od deset država koje su se pridružile Europskoj uniji 2004. i prva bivša sovjetska republika koja se pridružila eurozoni.

## Povijest
Od deset novih članica EU-a, Estonija je prva predstavila svoj dizajn. Prvotno je planirala usvojiti euro 1. siječnja 2007.; međutim službeno je promijenila ciljni datum na 1. siječnja 2008., a kasnije na 1. siječnja 2011.
Dana, 12. svibnja 2010. Europska komisija objavila je da je Estonija ispunila sve kriterije za pristupanje eurozoni. Dana, 8. lipnja 2010. ministri financija EU-a složili su se da Estonija može ući u eurozonu 1. siječnja 2011. Dana 13. srpnja 2010. Estonija je od ECOFIN-a dobila konačno odobrenje za uvođenje eura od 1. siječnja 2011. Na isti dan, najavljen je devizni tečaj po kojem će se estonska kruna mijenjati za euro (1 € = 15,6466 kruni). Dana, 20. srpnja 2010. započela je masovna proizvodnja estonskih eurokovanica u kovnici Finske. Kovanice iz 2012. proizvela je Kraljevska nizozemska kovnica, nakon što je pobijedila na natječaju za proizvodnju.

## Estonski dizajn eurokovanica
Dizajnersko natjecanje prvi put je održano 2004. za dizajn estonskih eurokovanica. Na natječaj su pristigla 134 dizajna, a odabrano je 10 najboljih dizajna, o kojima su zatim telefonski glasovali građani Estonije. Pobjednički dizajn sadrži okvirnu kartu Estonije i njenih otoka: Saaremaa, Hiiumaa, Muhu, Vormsi, Kihnu, Pakri, Naissaar i Ruhnu te jezero Võrtsjärv.

## Galerija
- Početni startni paket estonskih eurokovanica.
- Eurokovanica od 2 centa s estonskim motivom.
- Komemorativna eurokovanica od 2 eura s estonskim motivom: 200 godina od otkrića Antarktike.
- Komemorativna eurokovanica od 2 eura s estonskim motivom:100 godina Tartuskog mira